# 達人道
『達人道』（たつじんのみち）は、関東地方の独立局で放送されているスーパーダイス製作の情報番組・教養番組である。

## 概要
毎回さまざまな分野のエキスパートたちを、その道を究めた「達人」として紹介している番組。人物だけでなく、物・名所・企業なども「達人」として取り上げる。
放送第206回（「虹色の達人」の回）までは、スーパーダイスと千葉テレビ放送（チバテレ）の共同製作番組であった。しかし、スーパーダイスがチバテレと決別し、この回をもって番組提供を打ち切り、番組製作からチバテレを除外した。そして第207回（「南予の達人」の回）からはスーパーダイスの単独製作番組となっている。

## 出演者
- 生島ヒロシ
- 生島企画室所属タレント - 所属者のいずれかが輪番で出演。チバテレ共同製作時代には、田代沙織、澤田南、高沢奈苗の3人が中心メンバーとなっていた[1]。
- 森藤恵美
- 坂本美里 - ナレーターを務めることが多かったが、回によってはリポーターになることもあった[6][7]。
- 石川寛子 - モデル、ヴァイオリニスト。現在、エンディングで石川のバイオリン演奏曲が使われる回もある。

## スタッフ
スーパーダイスの単独製作となった第207回「南予の達人」時点でのデータを記載。データは、同社が配信している公式動画からの参考。
- 撮影：J大須賀、やなぎ将
- 音声：みなと八重
- 編集：山田克規
- 音響効果：kurocar
- MA：黒川博光（BBスタジオ）
- ヘアメイク：小坂沙織
- デザイン：浜野史子
- 制作協力：生島企画室
- 企画・演出：青山大介
- 製作著作：スーパーダイス

## 放送局
| 放送対象地域 | 放送局       | 系列   | 放送日時 | 備考                                    |
| ------------ | ------------ | ------ | --- | --------------------------------------- |
| 千葉県       | チバテレ     | 独立局 | 日曜 07:30 - 08:00 （2012年4月1日 - 2014年3月30日） 金曜 08:00 - 08:30 （2014年4月4日 - 2015年3月27日） 木曜 12:30 - 13:00 （2015年4月2日 - 2015年9月24日） 月曜 12:30 - 13:00 （2015年10月5日 - 2016年3月28日） | 第206回までの製作局 第207回以降は未放送 |
| 神奈川県     | テレビ神奈川 | 独立局 | 木曜 10:00 - 10:30 （2012年4月5日 - 2016年6月30日） 金曜 05:30 - 06:00 （2016年7月1日 - ） |                                         |
| 埼玉県       | テレビ埼玉   | 独立局 | 木曜 13:00 - 13:30 （2012年4月5日 - 2015年3月26日） 木曜 14:00 - 14:30 （2015年4月2日 - ） |                                         |
| 三重県       | 三重テレビ   | 独立局 | 日曜 24:00 - 24:30 (開始日時不明 - ) |                                         |